# یانکی‌های کرنک
یانکی های کرنک عنوان یکی از نمایش‌های تلویزیونی امینم است که وی در آن در نقش شخصیت بیلی فلچر ظاهر شد.